# 15 août 1903
Le samedi 15 août 1903 est le 227e jour de l'année 1903.

## Naissances
- Charles Gemora (mort le 19 août 1961), acteur américain
- Ellsworth Hoagland (mort le 3 août 1972), monteur américain
- Emiko Yagumo (morte le 13 janvier 1979), actrice japonaise
- Jerome Cady (mort le 7 novembre 1948), scénariste américain
- Joe Garland (mort le 21 avril 1977), musicien américain
- Pascal Pia (mort le 27 septembre 1979), écrivain, journaliste et érudit français
- Pierre-Aimé Touchard (mort le 11 novembre 1987), administrateur de théâtre et écrivain français
- Raymond Lamy (mort le 7 juin 1982), monteur et réalisateur français
- Rolf Wernicke (mort le 8 janvier 1953), journaliste allemand
- Tajar Zavalani (mort le 19 août 1966), historien, traducteur et journaliste albanais
- Werner Ostendorff (mort le 1er mai 1945), général allemand

## Décès
- Henri Armand Rolle (né le 8 juillet 1829), personnalité politique française
- William Barak (né en 1824), aborigène

## Événements
- Création de l'équipe de Nouvelle-Zélande de rugby à XV
- Création du poste de chef d'état-major de l'armée de terre des États-Unis
- Fondation de l'entreprise allemande Olympia Werke